# オーガスタ (重巡洋艦)
オーガスタ (USS Augusta, CL/CA-31) は、アメリカ海軍の重巡洋艦。ノーザンプトン級重巡洋艦の6番艦。艦名についてはジョージア州オーガスタまたはメイン州オーガスタのどちらが由来かという点で論争がある。「オーガスタ」の名を持つ艦としては4隻目。艦隊旗艦としての運用を考慮したため、姉妹艦と艦型が若干異なる。
1934年にはアジア艦隊旗艦として日本を訪問し、東郷平八郎元帥の国葬に参列した。その後も幾度か日本を訪問し、日米の親善に努めた。第二次世界大戦開戦時は大西洋艦隊の旗艦を務めており、終戦まで太平洋戦線に投入されなかった。また幾度か大統領フランクリン・ルーズベルトの迎賓艦として用いられ、大西洋憲章の舞台の一つにもなった。

## 艦歴
「オーガスタ」は1928年7月2日にバージニア州ニューポート・ニューズのニューポート・ニューズ造船所で起工する。1930年2月1日にジョージア州オーガスタのイーヴリン・マグダニエルによって命名・進水し、1931年1月30日にノーフォーク海軍工廠で艦長ジェームズ・リチャードソン大佐の指揮下で就役した。

### 大戦前
「オーガスタ」は慣熟航海の前に1基のタービンの調子が悪くなり、そのために航海の日程は短縮され、コロンへの航海の間に初歩的な訓練を行った。航海終了後の1931年5月21日、偵察艦隊司令長官アーサー・L・ウィラード中将の旗艦となり、同年夏のニューイングランド沖での演習に参加した。この頃、ノーザンプトン級巡洋艦の不具合が問題になった。また、一万トン級巡洋艦の砲撃精度も劣悪であると判明した。性能を改善するため、建造中巡洋艦の設計変更と、既存艦改修の方針が決まる。同年8月、分類番号が CA-38 に改められ、9月に入るとチェサピーク湾に向かい、11月中旬まで僚艦とともに砲術訓練を行った。訓練参加艦は、訓練終了後は各々の母港に戻り、「オーガスタ」もノーフォーク海軍造船所に戻った。
1932年初頭、「オーガスタ」は偵察艦隊の他の巡洋艦とともにハンプトン・ローズを1月8日に出港してグアンタナモ湾に向かい、2月18日まで航行演習を行った。主力艦隊が第13次フリート・プロブレムで東太平洋向かうのに合わせてパナマ運河で合流し、3月7日にサンペドロに入港した。3日後にフリート・プロブレムに再合流した。演習では、「オーガスタ」率いる偵察艦隊が西海岸沿岸に設けられた3つの模擬環礁内の戦闘艦隊とともに艦隊運動を行い、戦闘艦隊に輸送船団を攻撃する機会を与えた。
フリート・プロブレムは3月18日に終わったが、「オーガスタ」率いる偵察艦隊は大西洋には戻らなかった。これは、1940年にフランクリン・ルーズベルト政権下で行われた第21次フリート・プロブレムの後に、真珠湾に主力艦隊を常駐させる先駆けとなる出来事だった。1932年、ルーズベルトの先代であるフーヴァー政権は、満洲事変以降の満洲や中華民国における日本の勢力拡大を牽制する目的で西海岸に艦隊を常駐させており、1年後に第14次フリート・プロブレムが行われるまで偵察艦隊は西海岸にあったが、ルーズベルト政権誕生後は常駐を恒久化することとなった。
1933年7月、合衆国アジア艦隊の司令長官はテイラー提督からフランク・B・アパム提督に交代することになった。まもなく「オーガスタ」のアジア艦隊配備も内定し、それまで同艦隊旗艦だった姉妹艦「ヒューストン (USS Houston, CA-30) 」はアメリカ本土に帰投して修理する方針が決まる。10月、「オーガスタ」は正式に偵察艦隊旗艦から外され、10月20日に中国大陸に向けてピュージェット・サウンド海軍造船所を出港した。

### アジア艦隊
「オーガスタ」はシアトルから北太平洋の大圏コースを通り1933年11月9日朝に上海に到着、上海市内を流れる黄浦江に投錨した。その日の午後、アジア艦隊司令長官アパム大将は、姉妹艦「ヒューストン」に翻っていた星条旗と自身の大将旗を「オーガスタ」のマストに移した。「ヒューストン」が横浜経由で米国に戻ると、「オーガスタ」は12月に上海を出港し、フィリピンに向かった。12月4日、マニラに入港した。数ヶ月間フィリピン水域で訓練を行い、カヴィテとスービック湾に面したオロンガポで整備を行った。以後数年間、冬場はフィリピンおよび東南アジア海域で行動し、春から秋にかけては上海を中心に日本や大陸沿岸部などで行動する、一種の渡り鳥のようなスケジュールを繰り返した。 
1934年春、「オーガスタ」は中国水域に戻った。同年5月30日、日本海軍の英雄・東郷平八郎元帥が死去し、6月5日に国葬がおこなわれることになった。列強各国はアジア方面に配置していた巡洋艦と、艦隊司令官（司令長官）を日本に派遣する。イギリスは重巡「サフォーク (HMS Suffolk, 55) 」、中華民国は巡洋艦「寧海」、フランスは軽巡「プリモゲ (Primauguet) 」、イタリア王国は巡洋艦「クアルト (Esploratore Quarto) 」を日本に向かわせた。アメリカ合衆国が派遣したのが「オーガスタ」だった。
「オーガスタ」は本州に向かい、6月4日、練習戦艦「比叡」（艦長・井上成美大佐）が停泊する横浜港に到着した。翌6月5日7時30分、アパム大将は東郷元帥の国葬に出席するため艦を下り、横浜沖合の「オーガスタ」では半旗が掲げられ、8時30分に19発の弔砲を以って日本海軍の英雄を弔った。6月6日17時45分には国葬に遅れて入港してきた中華民国巡洋艦「寧海」が「オーガスタ」の大将旗に対して礼砲17発を発射したが、これに対する「オーガスタ」の答砲に不手際があり、当初は日本軍艦旗を掲げて礼砲4発を発射して中止、次に中華民国軍艦旗を掲げ直して礼砲13発を発射し、更にやや時間を置いて4発を発射した。18時40分頃、この不手際に対する訪問使が日本側接伴艦の「比叡」に派遣され、艦長・井上成美に遺憾の意が表され、井上も意に介していないことを訪問使経由で「オーガスタ」艦長ニミッツ大佐に伝えた。
「オーガスタ」はアパム大将を乗せて6月11日に横浜を出港し、6月12日から15日まで神戸に滞在した。その後、6月17日に青島に寄港し、9月10日に秦皇島に、9月24日に煙台にそれぞれ立ち寄って、9月26日に上海に戻った。10月20日に初めてオーストラリアの領海内に入ってシドニーに入港した。この当時の「オーガスタ」の乗組員数は824名で、64名の幹部と760名の水兵で構成されていた。一週間シドニーに在泊し、アパム大将はその間の10月25日と26日にキャンベラを訪問した。「オーガスタ」は10月26日にシドニーを出港し、10月29日にメルボルンに到着。11月13日までメルボルン100年式典に参加し、その後フリーマントルとパース、バタビア、バリ島、ラブアン島、サンダカン、サンボアンガ、イロイロ（12月20日から21日）と訪問し、12月22日にマニラに入港。カヴィテと、オロンガポにあった浮きドック「デウェイ (USS Dewey, YFD-1) 」で年一度の定期検査を行った。
1935年3月15日、「オーガスタ」はアパム大将を乗せて香港に向かった。3月16日に到着し、アパム大将一行が艦隊ヨット「イサベル (USS Isabel, PY-10) 」に乗り換えて広州へ向かった期間をはさんで3月25日まで滞在した。「オーガスタ」は3月26日から29日までアモイに滞在した後、3月31日に上海に戻った後4月30日に出港し、日本への2度目の訪問を行った。5月3日、横浜に到着する。アパムは海軍大臣大角岑生や軍令部総長伏見宮博恭王と対面した。5月4日、アパムは靖国神社を参拝し、5月9日には駐日大使グルー同伴のもと昭和天皇に拝謁した。
「オーガスタ」は5月17日まで横浜に滞在した後、5月18日から25日までは神戸に滞在した。その後、南京に向かい、5月29日に到着。6月27日には青島に向かい、夏の間は同方面で操艦と砲術の訓練を行った。9月30日に青島を後にして10月1日に上海に到着。その4日後、アジア艦隊司令長官の座はアパム大将からオーリン・G・マーフィン大将に代わった。家族と共に横浜を経由して上海に向かう途上で取材に応じたマーフィン提督は新旗艦に「オーガスタ」を指定した理由について「7,000トン級のオマハでは不便だから」と答えた。
10月、「オーガスタ」は東南アジアを巡航することになった。10月8日、マーフィン大将を乗せ、「イサベル」を伴って東南アジアに向かい、バンコク（「イサベル」に乗り換えて訪問）、シンガポール、ポンティアナック、ジェッセルトン、サンボアンガ、イロイロと訪問して11月11日にマニラに到着。恒例の修理スケジュールに入り、マーフィン大将は12月14日から翌年2月27日まで「イサベル」を旗艦とした。修理を終えた「オーガスタ」は、ダバオ、セブ、タウイタウイ州などフィリピン各地を訪問して3月29日にマニラに戻ると、間もなく3月31日に出港し、4月2日に香港に到着。マーフィン大将が「イサベル」で広州を訪問後、アモイ、呉淞、南京と巡航し、上海に戻った。この頃、マーフィン大将はアジア艦隊長官の職務をヤーネル提督に明け渡すことが内定し、その前に日本を訪問することになった。5月25日から6月5日まで横浜、6月6日から13日まで神戸に滞在した。訪日中、マーフィン提督は海軍省を訪ねて海相永野修身と会談したり、宮城に招かれて「オーガスタ」艦長と共に昭和天皇に拝謁した。さらに日本側歓迎への答礼として永野夫妻などをオーガスタに招き、艦上で午餐会がおこなわれた。離日後、青島、煙台、秦皇島と訪問し、9月に上海に戻った。10月30日、アジア艦隊司令長官はヤーネル大将に代わり、着任後に「オーガスタ」に将旗を掲げて南洋を視察することになった。香港、シンガポール、バタビアなどを訪問してマニラに到着。1937年春に上海に戻ると、長江流域や大陸沿岸部で行動した。

### 日中戦争
「オーガスタ」が青島で通常の訓練を行っていた頃、中国と日本の政治的関係は次第に険悪なものとなっていった。中国側は軍事面で押されていると感じていた中華民国総統・蔣介石は軍備改革を宣言した。
1937年7月7日、盧溝橋事件をきっかけに支那事変が勃発、両国は事実上の戦争状態に入った。日本軍は中国北部を席巻し、北京に迫ろうとしていた。ヤーネル大将は事態を鑑み日本およびウラジオストクへの親善航海を中止する予定だったが、後者はとりあえず撤回された。「オーガスタ」は4隻の駆逐艦とともに7月24日に出港し、7月28日にウラジオストクに到着。ソ連海軍の太平洋艦隊より歓迎された。「オーガスタ」は、1922年以来初めてウラジオストクを訪問したアメリカ海軍艦艇となった。乗組員は8月1日まで訪問を楽しんだ。
青島と煙台を経て上海に向かう途中、戦局は第二次上海事変の段階に入りつつあった。ヤーネルは上海共同租界の防衛を決意し、8月13日朝に共同租界近くに停泊することとした。途中で台風に遭遇し、また日本海軍艦艇を追い越しつつ目的地に到着した。8月14日、中華民国空軍による上海空襲があり、租界に誤爆したほか、オーガスタやイギリス海軍の重巡「カンバーランド (HMS Cumberland, 57) 」（英国遣支艦隊）の至近にも投下してきた。「オーガスタ」は誤爆を防ぐため、3つの砲塔の上に星条旗を描いて中立であることをアピールした。
8月15日、装甲巡洋艦「出雲」に将旗を掲げる長谷川清提督（第三艦隊司令長官）は、「オーガスタ」や「カンバーランド」を訪問して日本側の立場を説明した。8月18日、「オーガスタ」は外灘に移動し、1938年1月までそこに停泊した。その間にも国民党軍機が空襲を繰り返し、8月20日には流れ弾により戦死者1名と負傷者十数名を出すことになった。この件で、アメリカ側は事態の鎮静化に努めた。
ヤーネル大将は「オーガスタ」の避難をルーズベルト大統領に進言したが、このプランは却下された。そんな中、乗組員は合間を縫って戦争を観察し、そのデータを元に作成した機密文書をワシントンに送って、将来対決するであろう日本海軍の能力について報告することを忘れなかった。また亀井文夫が監督した記録映画『上海 -支那事変後方記録-』には、上海に停泊するイタリア王国の軽巡「ライモンド・モンテクッコリ (Raimondo Montecuccoli)」や「オーガスタ」の艦影が収められている。
12月12日に発生したパナイ号事件では、「オーガスタ」は「パナイ」の乗組員を救助し、彼らはクリスマスを「オーガスタ」の艦上で過ごした。日本軍の関係者は、何かがあるたびに「オーガスタ」を訪問して艦隊司令長官と交渉したり、意見を交換したり、陳謝した。
1938年1月6日、「オーガスタ」は恒例のフィリピン回航に向かったが、ヤーネル大将は砲艦外交の関係上、「イサベル」とともに上海に残った。10月下旬、広東攻略戦の最中に上海市で日本陣営が戦勝花火を打ち上げたところ、これが「オーガスタ」に落下して艦載機が半焼した。「オーガスタ」（ヤーネル提督）の抗議に、日本側は「出雲」などでの花火打ち上げを中止させた。
「オーガスタ」は上海に戻ると、青島、煙台、秦皇島を訪問し、12月27日にフィリピンに向かったが、ヤーネル大将は今回も上海に残った。「オーガスタ」は1939年4月に上海に戻った。
ヤーネル大将はアジア艦隊司令長官をトーマス・C・ハート大将に譲り、7月25日に交代した。
第二次世界大戦が勃発した後も、「オーガスタ」は上海とフィリピンの間を往復した。1940年3月下旬、フィリピン近海で演習中に暗礁と衝突した。その後、「オーガスタ」はアメリカ本土へ帰ることになり、アジア艦隊旗艦は姉妹艦「ヒューストン (USS Houston, CA-30) 」に引き継がれた。帰途、「オーガスタ」はハワイの北方海域における日本のタンカーの動向を調査した。北緯35度線と西経165度線の交点付近で調査したが、悪天候の影響でうまくいかなかったものの、「この方面での洋上給油は現実的ではない」と結論付け報告した。12月10日にロングビーチに到着し、メア・アイランド海軍造船所にてオーバーホールに入った。

### 大西洋艦隊
1941年4月11日、オーバーホールを終えた「オーガスタ」は出港し、サンペドロとパナマ運河を通過して4月23日にニューポートに到着し大西洋艦隊に合流した。大西洋艦隊司令長官アーネスト・キング大将はワシントンから戻ると、「オーガスタ」を旗艦とした。
「オーガスタ」は5月30日から6月23日までナラガンセット湾に停泊した後、ブルックリン海軍工廠に回航され、特殊任務につくことになった。この頃、ルーズベルトとイギリス首相ウィンストン・チャーチルの、1939年に大戦が勃発して以来初めてのトップ会談が計画されており、当初の計画では6月に開催する予定だったが、クレタ島の戦いへの対処の関係で、会談は夏の後半に延期された。
「オーガスタ」は、早ければ6月中旬には所定の工事を終えてルーズベルト大統領の「旗艦」となるはずであった。キング大将は6月16日に海軍工廠を視察した際、「オーガスタ」はRCA社製のCXAMレーダーの装備と1.1インチ機銃の更新が「旗艦」としての整備と平行して行われつつあることを知った。キング大将は6月22日、「オーガスタ」は「旗艦」としての整備を最優先するよう命じ、その他の整備は後刻行われることとなった。整備が終わった「オーガスタ」は、チャールストンとハンプロン・ローズに寄港した後ニューポートに戻り、8月まで同地にあった。
ルーズベルト、チャーチル両首脳の会談は実行に移された。
チャーチルがイギリス戦艦「プリンス・オブ・ウェールズ (HMS Prince of Wales) 」で大西洋を横断している間、ルーズベルトは8月3日にワシントンを出発し、ニューロンドンの潜水艦基地に到着。ここで艦隊ヨット「ポトマック (USS Potomac, AG-25) 」に乗り換え、沿岸警備隊監視艇「カリプソ (USS Calypso, AG-35) 」の護衛の下、マサチューセッツ州ワインヤード湾で待機していた「オーガスタ」に移動した。「オーガスタ」は重巡洋艦「タスカルーサ (USS Tuscaloosa, CA-37) 」および5隻の駆逐艦を伴ってニューファンドランド自治領プラセンティア湾にあるアルゼンチア海軍基地に向かった。この際、ルーズベルトの所在を示す旗は大統領の影武者とともに「ポトマック」に残り、あたかも彼が「ポトマック」にいるかのように装った。ルーズベルトは「オーガスタ」で釣りを楽しみ、また息子のフランクリン・ルーズベルト・ジュニアとパーティーを楽しんだり、アルゼンチア海軍基地を視察した。

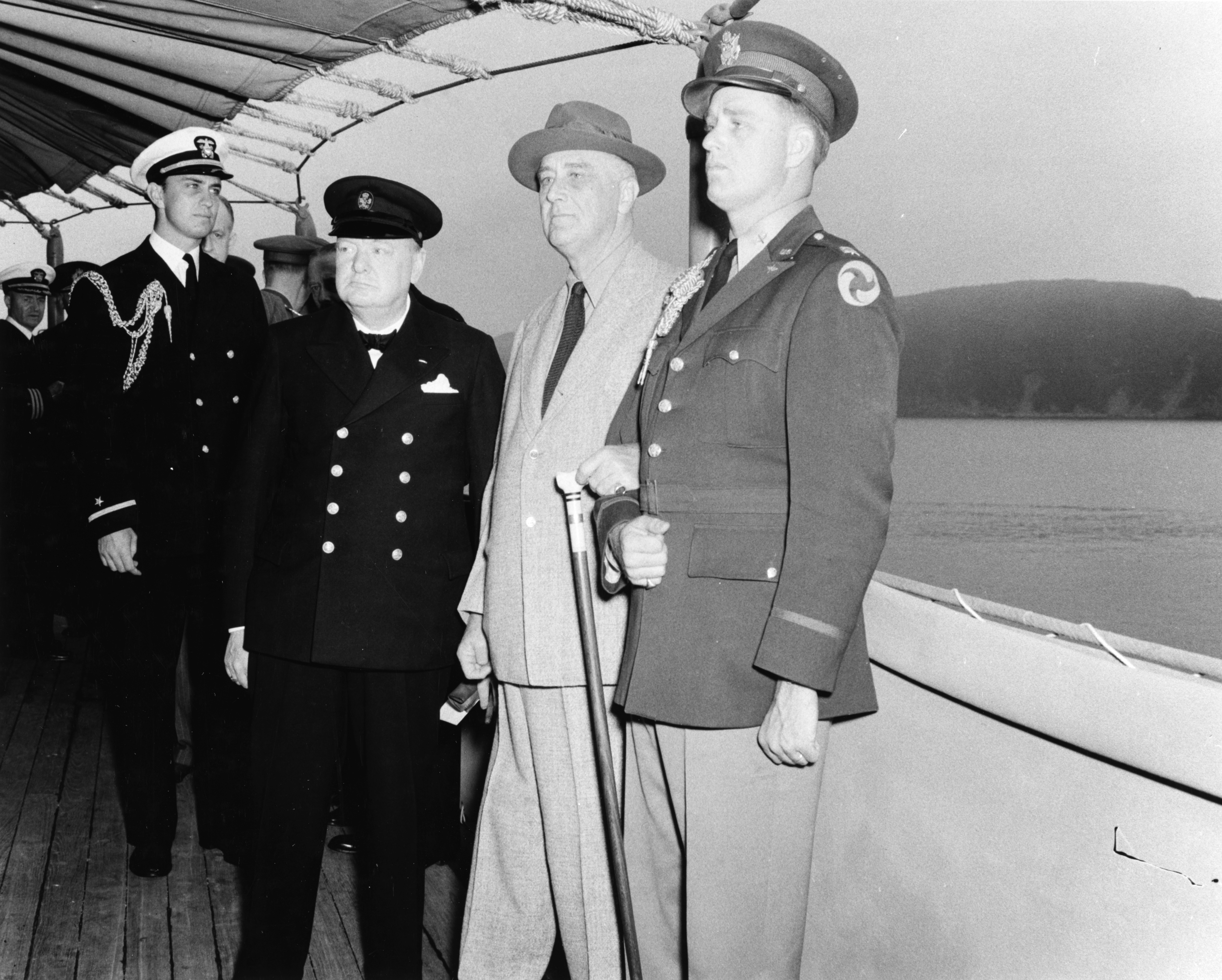
「オーガスタ」艦上のルーズベルトとチャーチル

8月9日、チャーチルを乗せた「プリンス・オブ・ウェールズ」がアルゼンチア海軍基地に到着。チャーチルは「オーガスタ」にルーズベルトを表敬訪問し、キング大将主催の昼食会に出席した。チャーチルは23時45分に「プリンス・オブ・ウェールズ」に戻っていった。
8月10日、ルーズベルトを迎える駆逐艦「マクドゥーガル (USS McDougal, DD-358) 」が横付けし、ルーズベルトを「プリンス・オブ・ウェールズ」に送っていった。ルーズベルトは返礼のパーティーを楽しみ、「オーガスタ」に戻ってきた。8月11日と12日にチャーチル一行が「オーガスタ」を訪れ、ルーズベルトおよび閣僚と議論を重ね、これらの議論の結果を「大西洋憲章」として公表した。一切の会談日程が終わり、ルーズベルトおよび閣僚は、チャーチル一行を軍楽隊が演奏する「国王陛下万歳」と「オールド・ラング・サイン」で見送った。「オーガスタ」は「タスカルーサ」および駆逐艦とともに出港し、メイン州ブルー・ヒル湾で待機する「ポトマック」と「カリプソ」に合流した。道中、ルーズベルトはノバスコシア沖で航空機運搬艦「ロング・アイランド (USS Long Island, AVG-1) 」が行ったF2A戦闘機とSOC水上機の発着艦訓練を見学した。8月14日、「オーガスタ」はブルー・ヒル湾に到着し、ルーズベルトは「ポトマック」に移ってワシントンに戻っていった。その後、「オーガスタ」はナラガンセット湾、ブルックリン海軍工廠を経て8月29日にニューポートに戻り、引き続きキング大将の旗艦として、秋の間はフランク・ノックス海軍長官の視察を兼ねてニューポートとバミューダ諸島の間を哨戒した。

### 第二次世界大戦
1941年12月7日（日本時間12月8日）の真珠湾攻撃によりアメリカが参戦。「オーガスタ」はニューポートで待機した。1942年1月5日、キング大将が合衆国艦隊司令長官に転じ、大西洋艦隊司令長官には、かつては「オーガスタ」の艦長を務めたこともあるロイヤル・E・インガソル大将が就任した。
1月12日、「オーガスタ」はニューポートからカスコ湾に向かい、訓練を行った後ニューポートに戻った。この後、インガソル大将の旗は「オーガスタ」から帆船「コンステレーション (USS Constellation) 」に移された。1月19日、「オーガスタ」は第2.7任務群と合流し、3月4日までバミューダ方面を哨戒した。3月5日以降は、空母「レンジャー (USS Ranger, CV-4) 」、軽巡「サバンナ (USS Savannah, CL-42) 」および駆逐艦で構成された第22.7任務群に移ってカリブ海での哨戒に従事した。「オーガスタ」は3月19日から4月7日までブルックリン海軍工廠で修理を受けた後、ニューポートで「レンジャー」基幹の第36任務部隊に合流し、大西洋を横断してガーナのアクラへのP-40戦闘機の輸送に従事した。「オーガスタ」は5月21日にトリニダード島に到着した後、第22任務部隊（アレクサンダー・シャープ少将）の旗艦となった。第22任務部隊は6月から9月末まで、北はアルゼンチナ海軍基地、南はトリニダード島の間で哨戒と訓練を行った。

### トーチ作戦
1942年11月上旬、連合軍はトーチ作戦により北アフリカ戦線に上陸作戦を敢行することにした。これに先立つ10月23日、「オーガスタ」は第34任務部隊（ヘンリー・ケント・ヒューイット少将）の旗艦となる。ジョン・L・ホール少将の他、ジョージ・パットン陸軍少将も乗り込んだ。翌10月24日、西部海軍任務部隊 (Western Naval Task Force) はモロッコを目指してアメリカ大陸東海岸を出撃した。

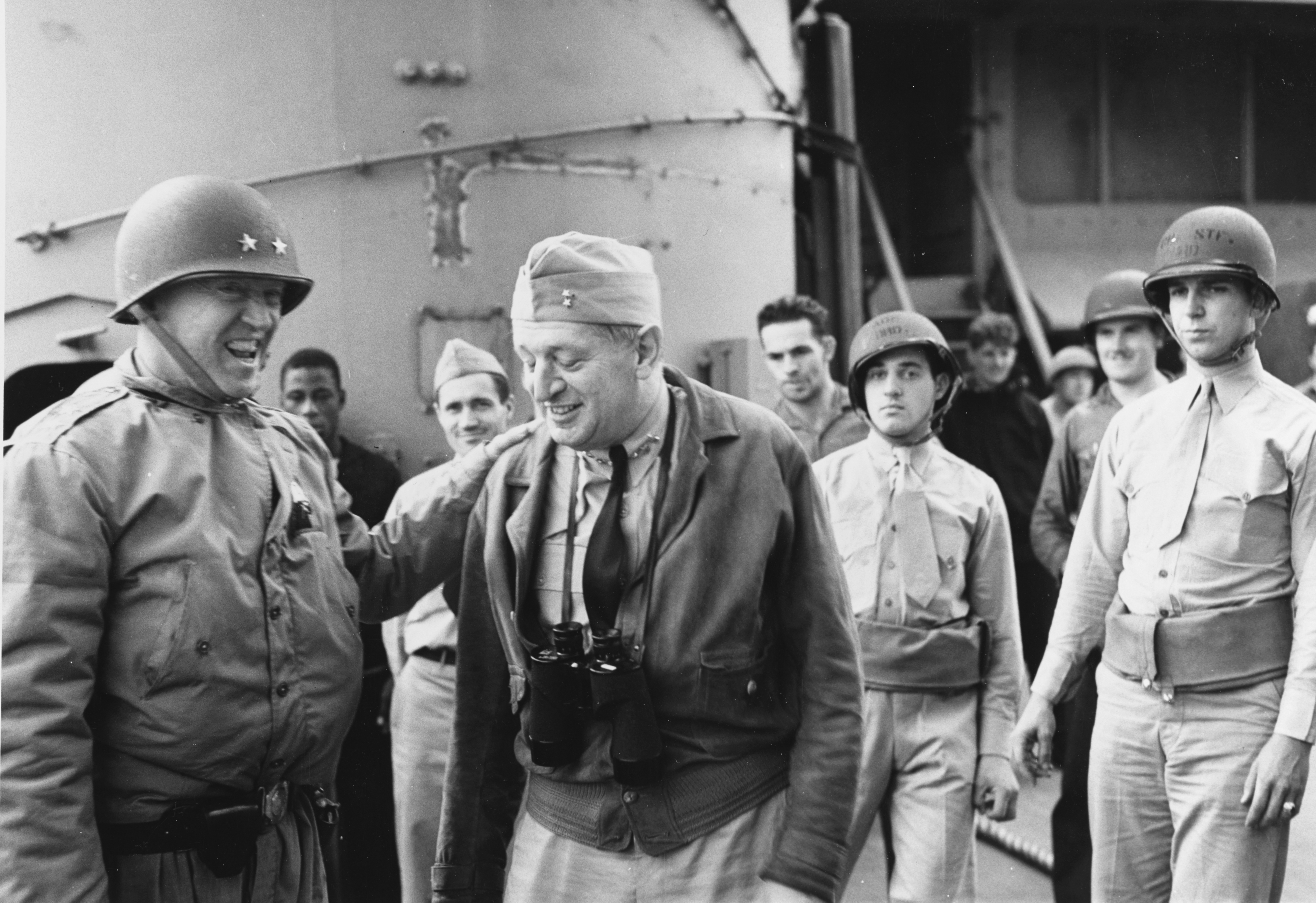
パットン少将（左）を出迎えるヒューイット少将（中）

11月8日早朝、「オーガスタ」は観測機を発進させ、軽巡「ブルックリン (USS Brooklyn, CL-40) 」とともにカサブランカの敵砲台に対して艦砲射撃を行った。ヴィシー・フランス軍は未完成戦艦「ジャン・バール (Bâtiment de ligne Jean Bart) 」に加えて、在泊の軽快艦艇や潜水艦で反撃したが、アメリカ軍は戦艦「マサチューセッツ (USS Massachusetts, BB-59) 」などの砲撃で撃退した（カサブランカ沖海戦）。「オーガスタ」は、かつて一緒に東郷元帥の国葬に参加したフランス軽巡「プリモゲ」に僚艦と共に砲撃を加え、座礁放棄に追い込んだ。11月10日まで砲撃を行った後、11月11日にフランス軍総司令フランソワ・ダルラン大将からの停戦申し入れにより戦闘は終結する。
「オーガスタ」は第34任務部隊とともに11月20日に出発し、11月26日にバミューダに到着。ここで任務部隊は解散し、「オーガスタ」はノーフォークに寄港の後、ブルックリン海軍工廠でオーバーホールに入った。この期間中に対空兵装が大幅に強化され、オーバーホール終了後1943年2月15日にニューポートに到着した。3月中はカスコ湾で「レンジャー」とともに夜間訓練を行い、4月以降はアルゼンチア海軍基地を中心に哨戒や船団護衛に従事した。8月19日にはスカパ・フローに進出し、11月26日までアイスランド沖などで訓練、哨戒に任じた後本国に戻り、年末年始はボストン海軍工廠で修理と整備を行った。
1944年は、1月から4月までカスコ湾を中心に訓練を行い、4月17日にプリマスに進出。同地で第122任務部隊指揮官アラン・G・カーク少将が「オーガスタ」を旗艦とした。5月25日には、イギリス国王ジョージ6世が訪問し、カーク少将と昼食をともにした。

### ノルマンディーと地中海

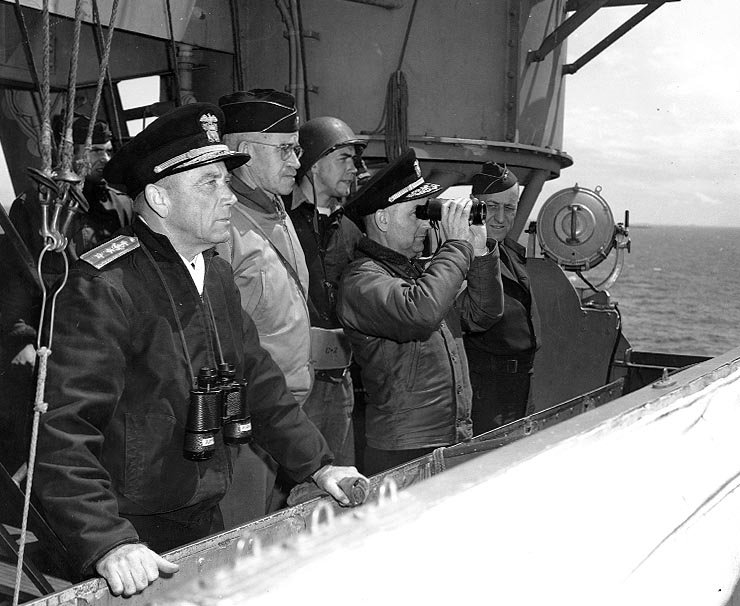
「オーガスタ」艦上でノルマンディー上陸作戦の戦況を見守るブラッドレー中将（左から2人目の眼鏡の人物）

6月5日、「オーガスタ」にアメリカ第1軍司令官オマール・ブラッドレー中将とその幕僚が乗艦し、ノルマンディー上陸作戦に参加した。
6月6日の上陸作戦当日、「オーガスタ」はドイツ軍防御陣地に対して艦砲射撃を行った。6月10日にブラッドレー一行は占領したばかりの海岸に上陸。翌11日未明、「オーガスタ」は空襲を受けたが至近弾1発のみで損傷はなかった。6月12日以降はオマハ・ビーチ沖に移動し、艦砲射撃と対空防御の双方を行った。7月2日朝、プリマスに帰投した。4日後の7月6日、第120.6任務群に加わり、地中海に転戦してメルス・エル・ケビールには7月10日到着した。2日後にパレルモに向けて出港し、7月14日に到着。同日、第86任務部隊司令官L. A. デヴィッドソン少将は「オーガスタ」に将旗を掲げた。翌日、パレルモを出港してナポリに寄港し、艦砲射撃のため出撃した。7月27日にパレルモに戻り、翌7月28日には再びナポリに向かった。8月12日まで訓練を続けた後、ベンジャミン・W・シドロー准将を乗せコルシカ島に到着した。
8月14日、「オーガスタ」はドラグーン作戦支援のため出撃し（ドラグーン作戦、戦闘序列）、21時55分に作戦海域に到着した「オーガスタ」は、翌8月15日朝、ポート・クロス島に対して主砲弾を6回発砲した。この日、海軍長官ジェームズ・フォレスタルがオーガスタにデヴィッドソン少将を訪ねた。8月16日、フォレスタルはオーガスタを後にし、オーガスタは少し後にポート・クロス島の防御陣地に対して63発もの艦砲射撃を行った。8月17日にも軽巡「オマハ (USS Omaha, CL-4) 」とともに再び艦砲射撃を行い、138発もの8インチ砲弾を撃ち込んだ結果、敵守備隊は降伏した。この後、オーガスタはトゥーロン沖に移動し、艦砲射撃を続けた。トゥーロンとマルセイユは8月29日に占領され、オーガスタと軽巡「フィラデルフィア (USS Philadelphia, CL-41) 」は部隊を上陸させて730名の囚人を解放し、その代わりにドイツ軍捕虜を島に押し込めた。8月30日、デヴィッドソン少将は将旗を「フィラデルフィア」に移し、「オーガスタ」は第86任務部隊から外れた。9月1日、第7巡洋艦隊に加わり、「タスカルーサ」とともにナポリからアルジェリア経由でフィラデルフィアに帰投。その後オーバーホールに入ったが、11月20日に製氷室が爆発する事故が起こり、4名の乗組員が負傷したほか、多数の労働者に死傷者が出た。

### 1945年
1945年（1月26日、オーバーホールを終えた「オーガスタ」はトリニダード島に向かい、1月31日に到着。2月の大半を同地における砲術、夜戦、レーダーおよび対空の各訓練に費やされた。2月21日に出港し、ヤルタ会談を終えたルーズベルト大統領を乗せ帰国する重巡「クインシー (USS Quincy, CA-71) 」を出迎え、僚艦とともにハンプトン・ローズまで護衛にあたった。3月7日までノーフォークで応急修理が行われ、その後グアンタナモ湾に進出してボルチモア級重巡洋艦「シカゴ (USS Chicago, CA-136) 」とともに4月7日まで訓練を行った。「オーガスタ」は4月10日にノーフォークに戻った。4月14日、フォレスタル海軍長官の命で2日前に急死したルーズベルトのために、30日間半旗を掲げることとなった。4月下旬はロングアイランド州近海で対空演習を行った。

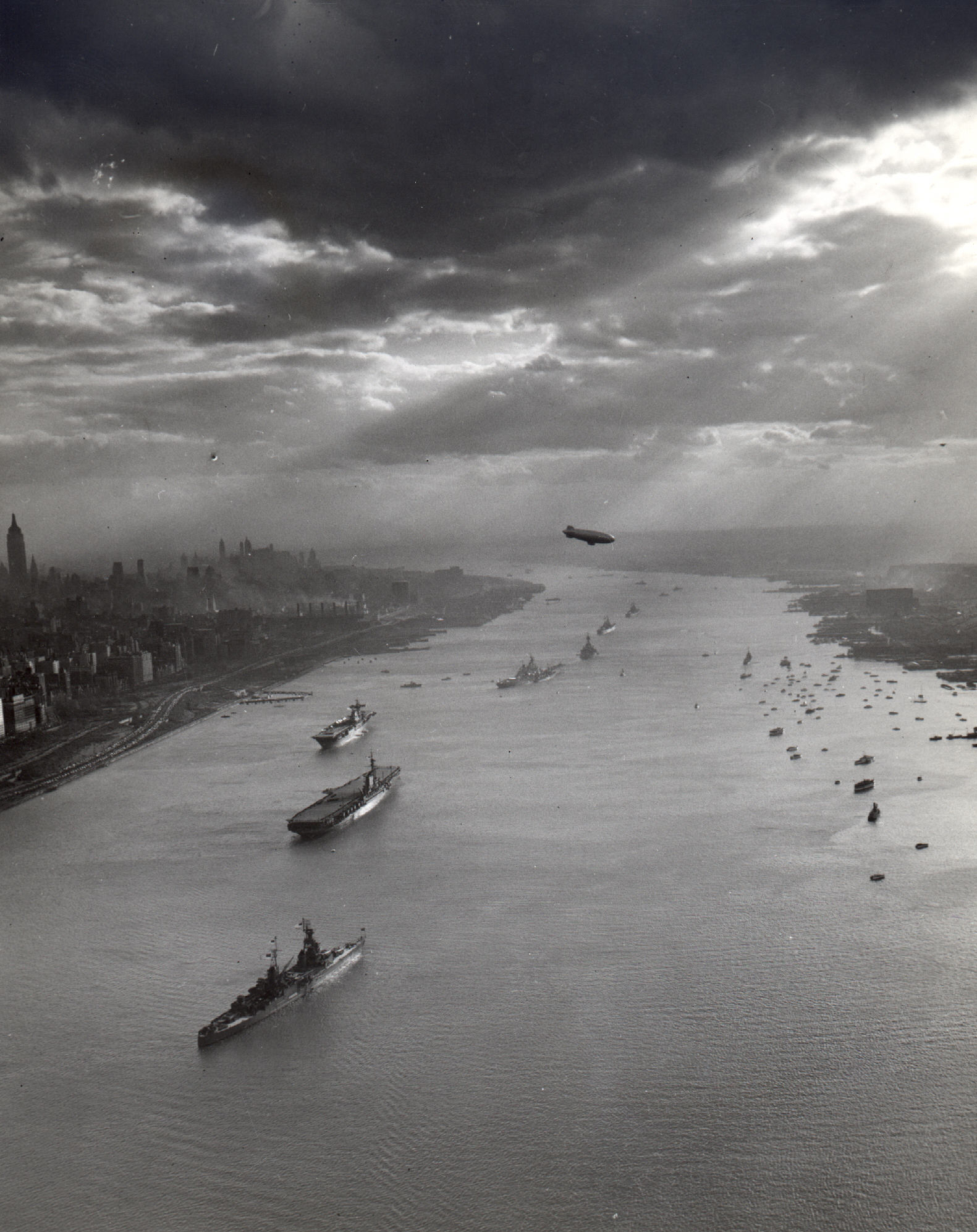
海軍記念日を期してハドソン川で展示される「オーガスタ」（手前）。空母は手前が「ミッドウェイ」、奥が「エンタープライズ」

3日後、「オーガスタ」はニューヨークに向かい、5月1日に到着。5月7日、カスコ湾で訓練中にヨーロッパでの勝利の報を受け取った。ニューヨークを経てノーフォークに戻り、チェサピーク湾に移動して訓練を続けたあと、「オーガスタ」はポツダム会談に出席する大統領ハリー・S・トルーマン、国務長官ジェームズ・バーンズおよびウィリアム・リーヒ元帥らを乗せ、アントウェルペンに向かった。7月14日に到着し、ドワイト・D・アイゼンハワー元帥の歓待を受けた。トルーマン大統領一行がポツダムに向かった後、プリマスに移動して7月28日に到着した。
8月2日、ジョージ6世は会談を終え「オーガスタ」に戻ってきたトルーマンを表敬訪問した。「オーガスタ」は帰国の途につき、8月7日にニューポートに到着してトルーマン一行を下艦させた後、一週間後にカスコ湾に向かった。8月15日に戦争が終わり、ボルチモアで訓練を行った後、9月11日にノーフォークに回航され、10月5日からしばらくの間、第69任務部隊司令官の指揮下にてカスコ湾からバージニア岬の間で一時的な軍務についた。その後、10月27日の海軍記念日を期してニューヨークで公開され、トルーマンの観閲を受けた。「オーガスタ」には10月25日から30日までの間に23,362人の観客が訪れた。
10月31日、「オーガスタ」はヨーロッパからの復員計画「マジックカーペット作戦」向けの改修のため、ニューヨーク海軍造船所に係留された。同作戦には1945年末まで従事し、その後予備役として予備役艦隊フィラデルフィア・グループで保管され、1946年7月16日に処分が決定した。1959年3月1日に除籍され、11月9日にフロリダ州パナマシティのロバート・ベンジャミン社にスクラップとして売却、その船体は1960年3月2日に海軍の管理から解除された。
「オーガスタ」は第二次世界大戦の戦功で3個の従軍星章を受章した。